# Flapper

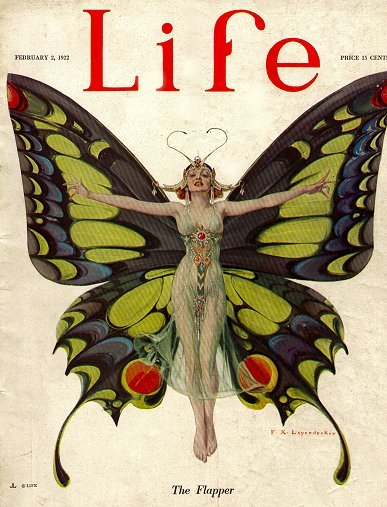
De cover van Life-magazine van 2 februari 1922 met The Flapper

Een flapper, flapper-girl (in Engeland en Amerika), Neue Frau  (in Duitsland) en garçonne (in Frankrijk) was in de jaren 1920 een nieuwe generatie zelfbewuste vrouwen die hun haren kort knipten in een bobkapsel of het nog kortere Eton-kapsel, naar jazz luisterden en minachtend deden over dat wat toentertijd als acceptabel en gangbaar gedrag werd gezien. Flapper-girls droegen zware make-up, korte rokken, dronken stevig, rookten, reden auto en gingen makkelijker dan gangbaar om met seks. Ze hadden iets uitdagends, brutaals en provocerends. Sociale en seksuele normen werden over het algemeen aan de laars gelapt. Tegenover mannen hadden ze een voor die tijd ongekend geëmancipeerde houding. Ook waren zij belangrijk voor de coming-out en emancipatie van lesbiennes. Flappers worden sterk geassocieerd met de Roaring twenties. De Franse schrijver Victor Margueritte schreef er in 1922 de spraakmakende roman La Garçonne over.

## Stijl

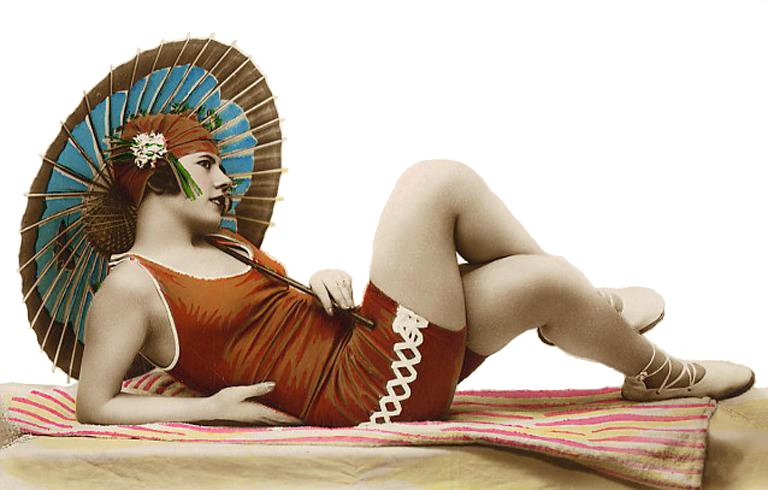
Reclame voor badmode, jaren 1920, geïnspireerd op flappermode

Flapper stond op een gegeven moment model voor een volledig nieuwe modestijl die onder andere het einde van het korset betekende en de opkomst van de nylonkous. Ook de opkomst van de kunstwimper viel samen met het ontstaan van de stijl. De flappers werden nadrukkelijk geassocieerd met een nieuwe stijl van dansen, meer in het bijzonder met de Charleston. De flapper-girls hadden ook een eigen taalgebruik ('slang'), met geheel eigen woorden en uitdrukkingen, zoals "snugglepup" (een man die vaak feestjes bezoekt), "barney-mugging" (sexy), or "That's the bee's knees" (dat is geweldig) en "That's so Jake"; sommige van deze hebben de tand des tijds tot op de dag van vandaag doorstaan.
De Flapper-stijl ontstond in de jaren 1920 in de Verenigde Staten tijdens de periode van de drooglegging, in illegale bars (speakeasy's), waar de religieus geïnspireerde onthoudingsproblematiek en autoriteit in zijn algemeenheid werd geminacht. De flapper-levensstijl werd vooral populair in Engeland en de Verenigde Staten. Met de Grote Depressie verdween de flapper-stijl geleidelijk.

## Bekende flappers
Bekende flappers waren de actrices Joan Crawford, Clara Bow, Louise Brooks, Colleen Moore, Norma Talmadge, Carla Laemmle en auteursvrouw Zelda Fitzgerald, wier man F. Scott Fitzgerald in zijn werk veel aandacht besteedde aan de flapperstijl. Ook stripfiguren als Minnie Mouse en Betty Boop zijn geïnspireerd door de flapperstijl.
In Europa was de Franse danseres Mistinguett een bekende flapper, die in de Moulin Rouge (cabaret) in 1921 het bobkapsel introduceerde. In Berlijn waren rond 1930 de Zwitserse schrijfster en fotografe Annemarie Schwarzenbach en de Duitse schrijfster en actrice Ruth Landshoff-Yorck het middelpunt van een kring van vrijgevochten flapper-girls. Bekende Nederlandse flappers waren onder anderen Hollywoodster Jetta Goudal en iets later Truus van Aalten.

## Fotogalerij Flappergirls

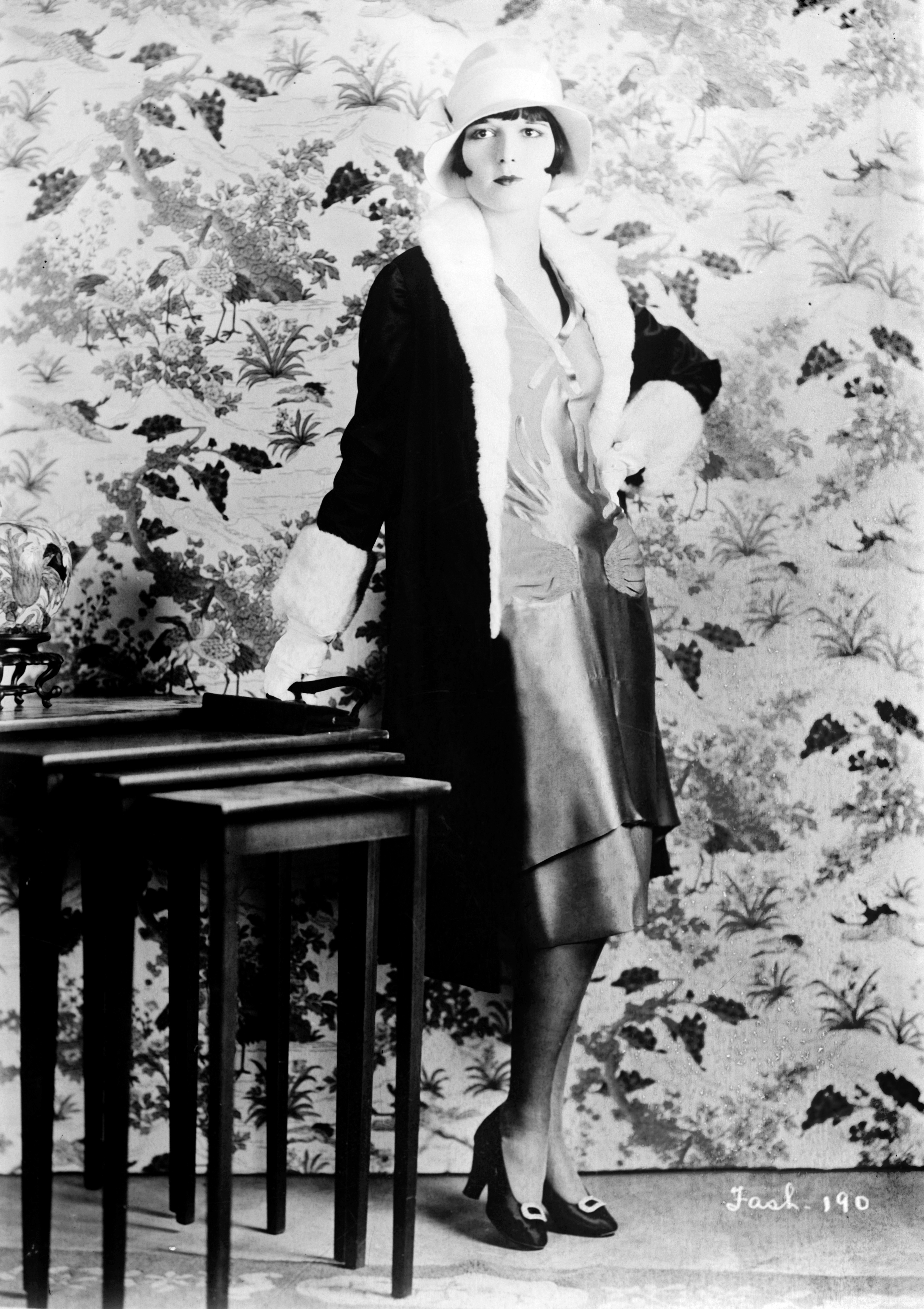
Actrice Louise Brooks
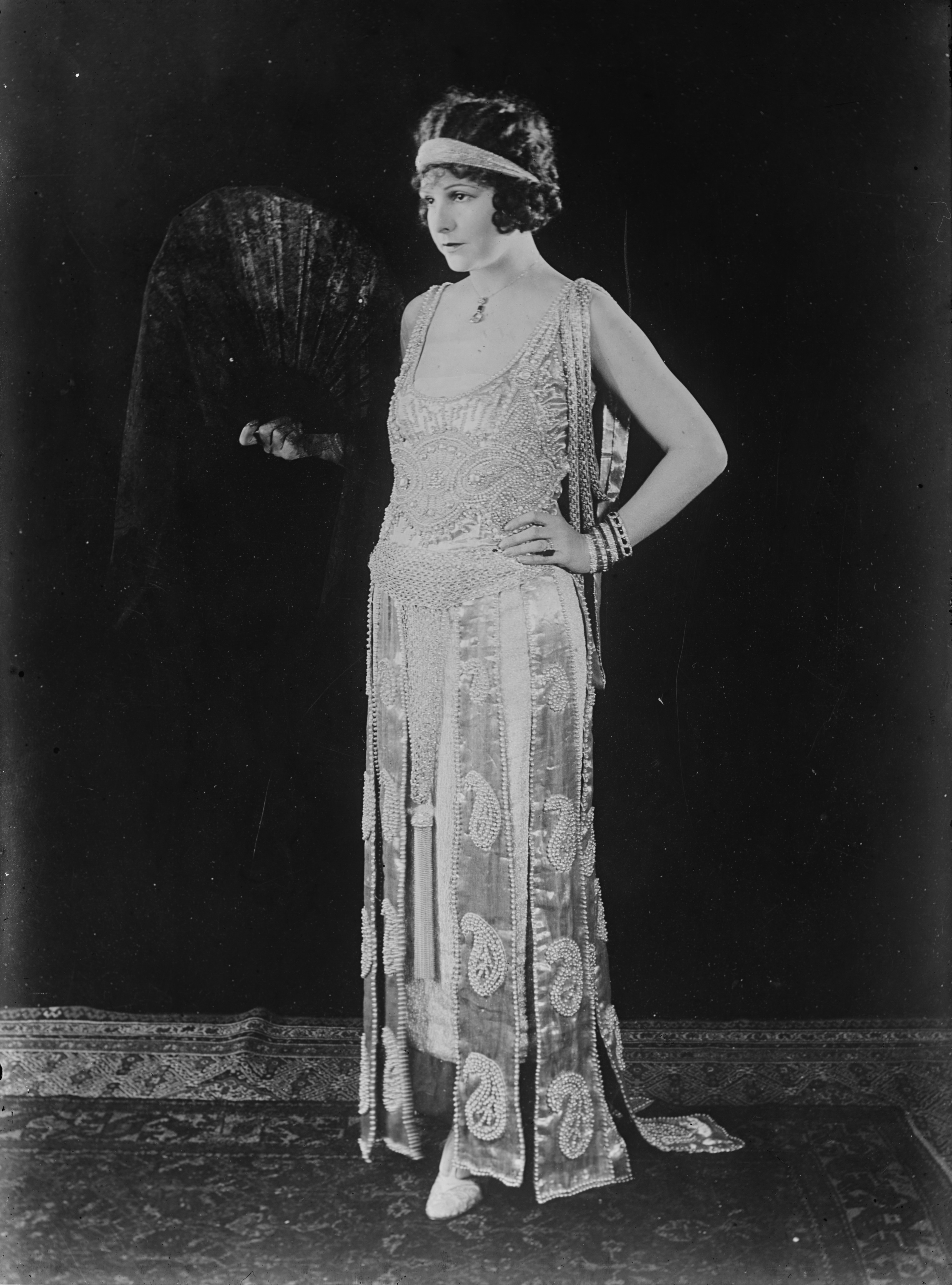
Actrice Norma Talmadge
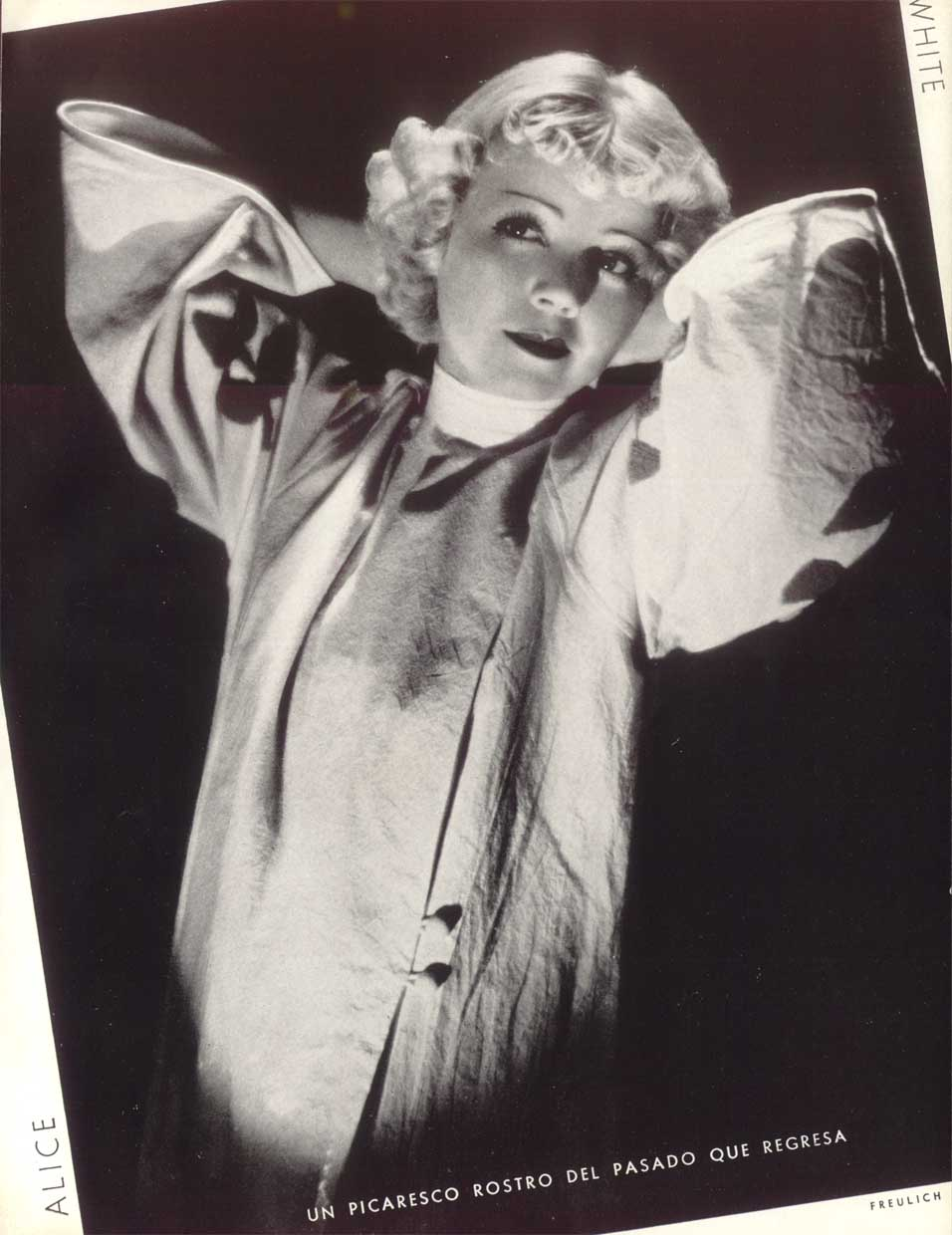
Actrice Alice White
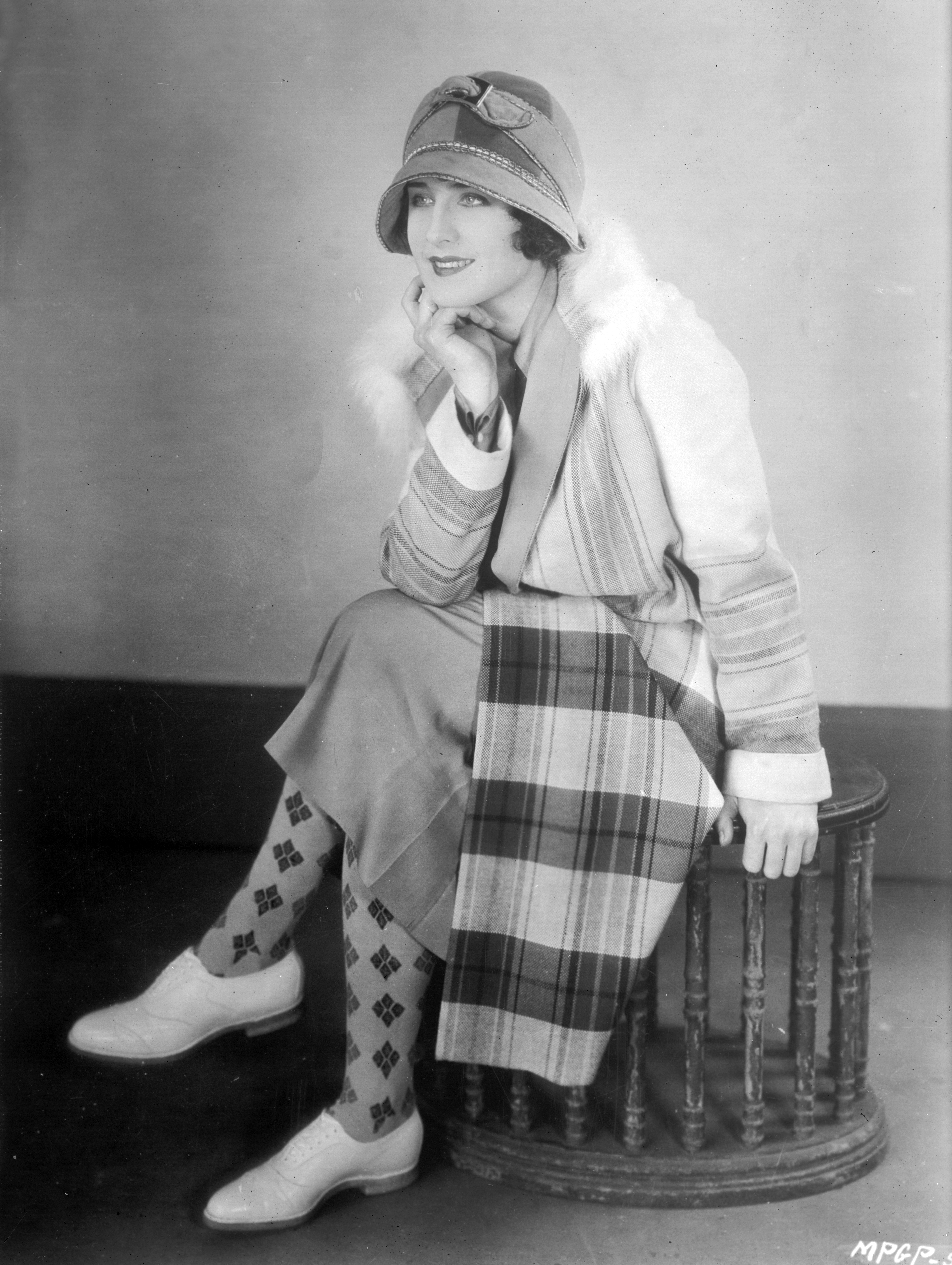
Actrice Norma Shearer
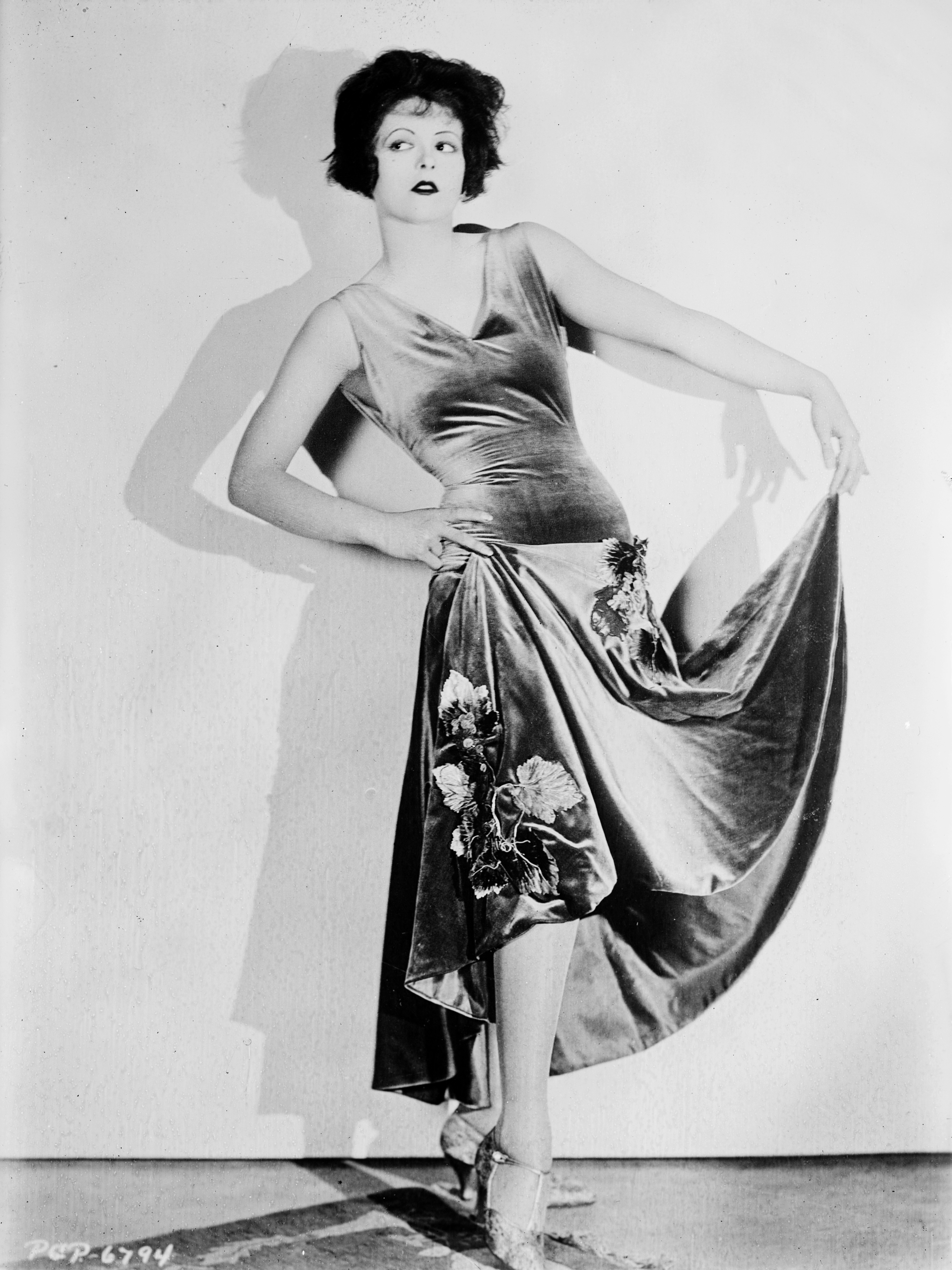
Actrice Clara Bow
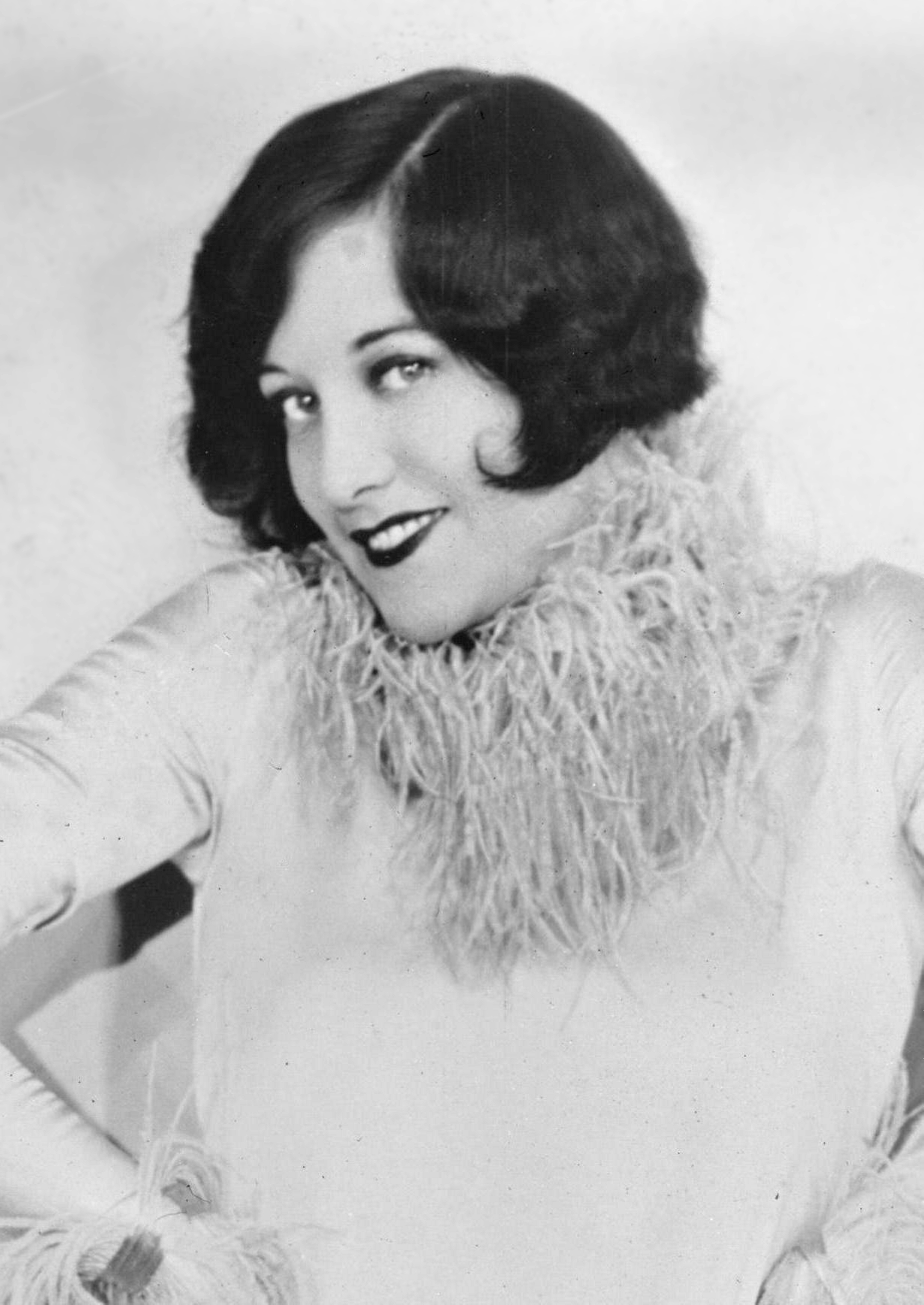
Actrice Joan Crawford
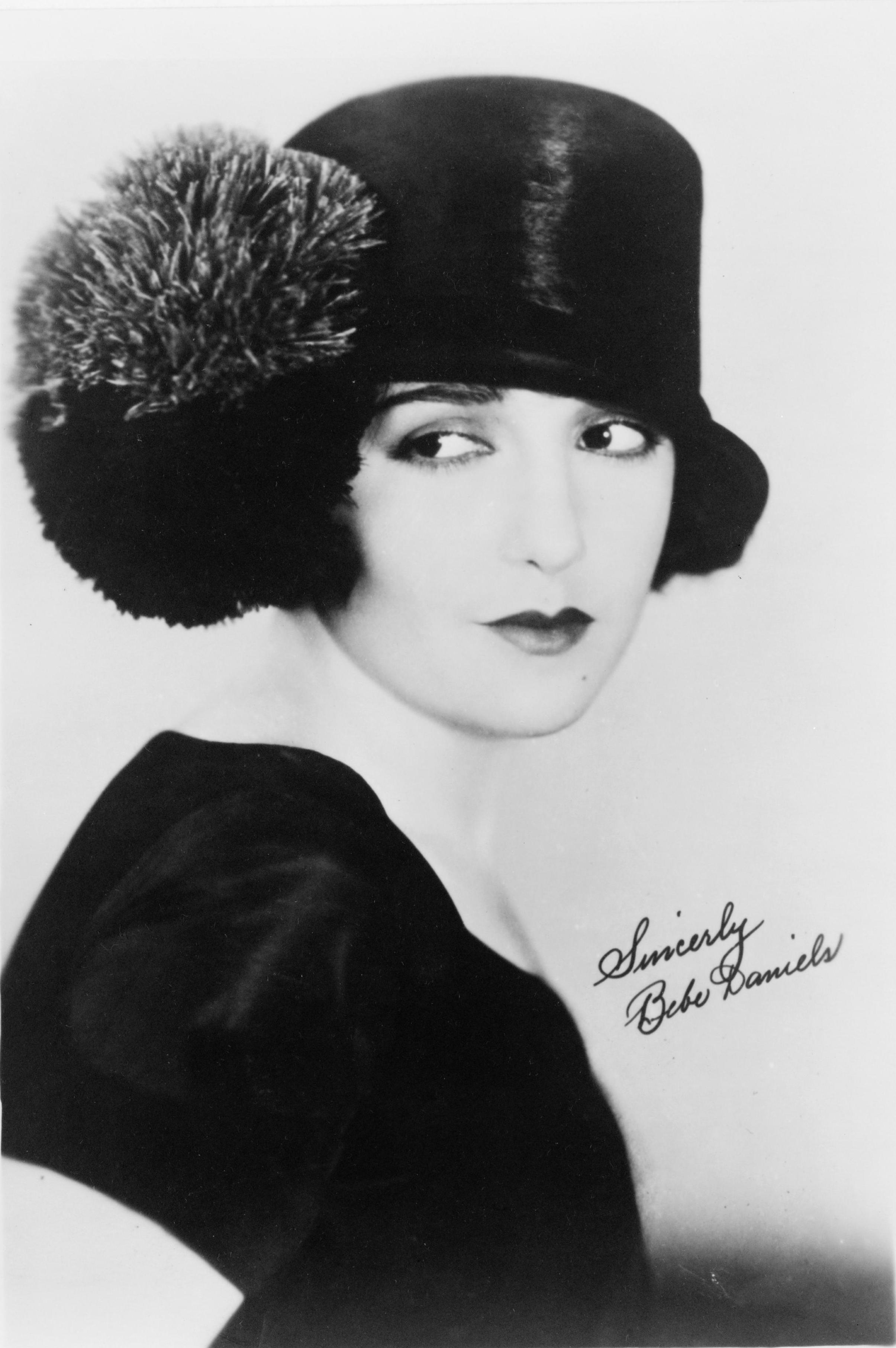
Actrice Bebe Daniels
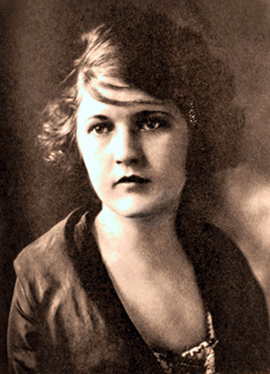
Zelda Fitzgerald
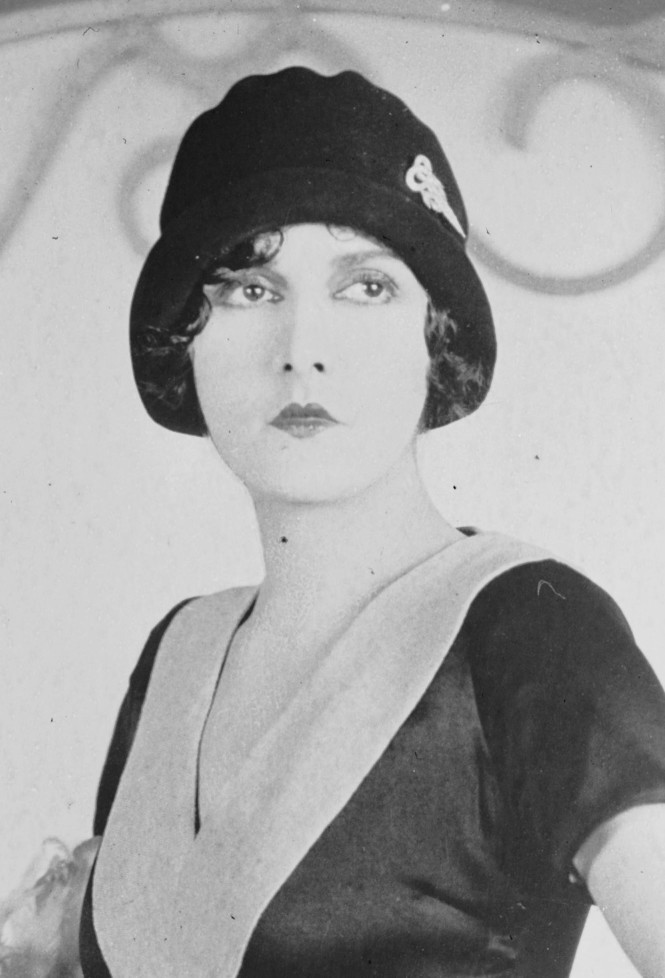
Evelyn Brent
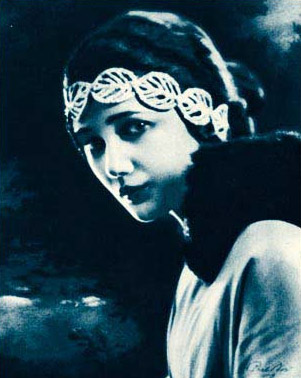
Jetta Goudal
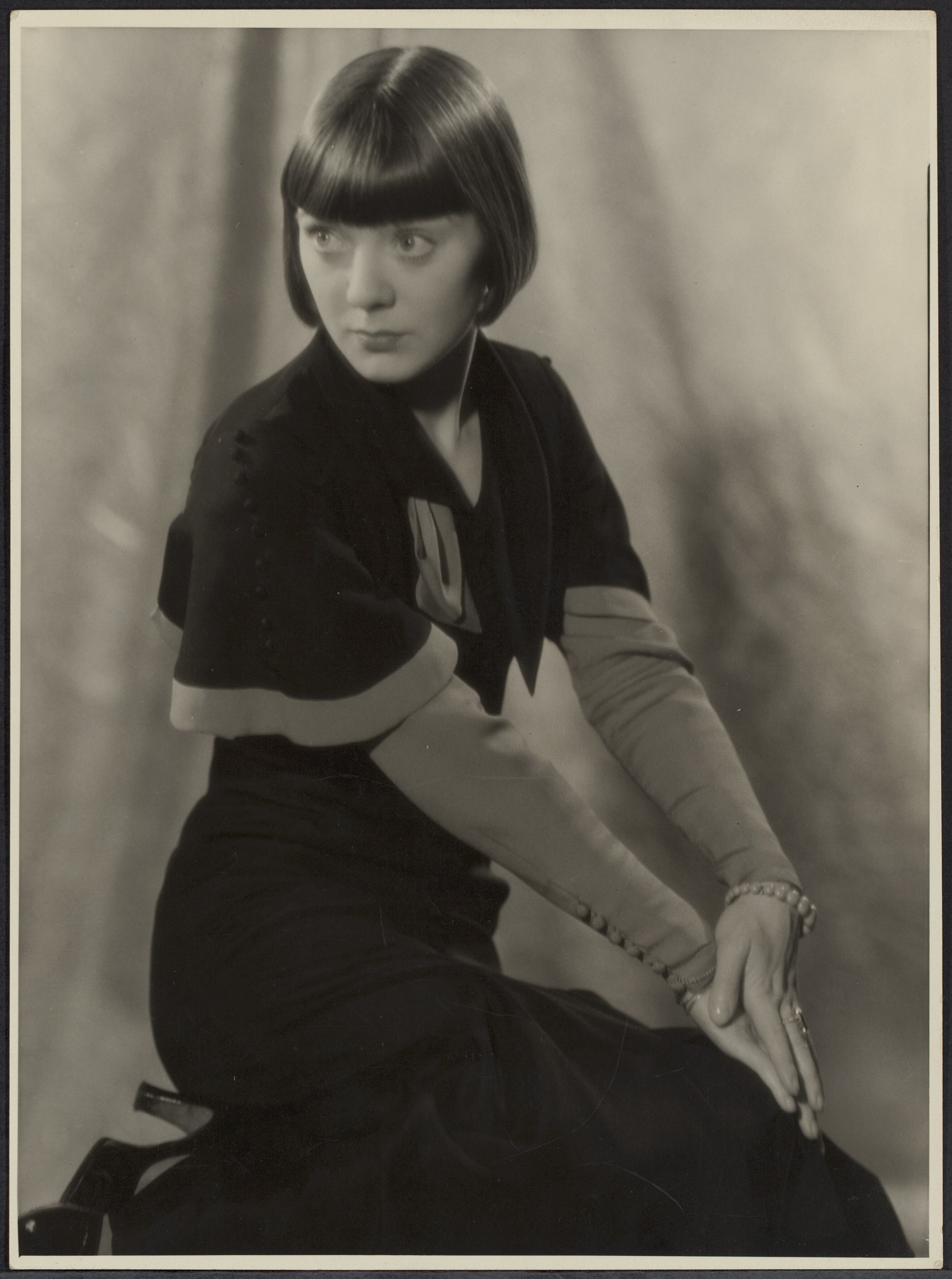
Truus van Aalten